# Sarajevo Spartans 2021
Questa voce raccoglie le informazioni riguardanti i Sarajevo Spartans nelle competizioni ufficiali della stagione 2021.

## Bosnian-Herzegovinian Football League 2021

### Stagione regolare
| 9 maggio 2021 | Sarajevo Spartans | - – - (annullata) | Zagreb Patriots |  |

| Banja Luka 23 maggio 2021, ore 13:00 | Banja Luka Rebels | 18 – 22 | Sarajevo Spartans | Stadion Krajina |

| 6 giugno 2021 | Sarajevo Spartans | 40 – 12 | Tuzla Saltminers |  |

### Playoff
| Sarajevo 20 giugno 2021, ore 15:00 | Sarajevo Spartans | 20 – 14 | Tuzla Saltminers | Stadio Asim Ferhatović Hase |

## Balkan Football League 2021

### Stagione regolare
| 4 luglio 2021, ore 15:00 | Sarajevo Spartans | 12 – 41 referto | Novi Sad Wild Dogs |  |

| 2021 | Sarajevo Spartans | - – - (annullata) referto | Beograd Gladiators |  |

## Statistiche di squadra
| Competizione      | %Vittorie | In casa | In casa | In casa | In casa | In casa | In casa | In trasferta | In trasferta | In trasferta | In trasferta | In trasferta | In trasferta | Totale | Totale | Totale | Totale | Totale | Totale |
| Competizione      | %Vittorie | G       | V       | N       | P       | Pf      | Ps      | G            | V            | N            | P            | Pf           | Ps           | G      | V      | N      | P      | Pf     | Ps     |
| ----------------- | --------- | ------- | ------- | ------- | ------- | ------- | ------- | ------------ | ------------ | ------------ | ------------ | ------------ | ------------ | ------ | ------ | ------ | ------ | ------ | ------ |
| Campionato        | 1.000     | 1       | 1       | 0       | 0       | 40      | 12      | 1            | 1            | 0            | 0            | 22           | 18           | 2      | 2      | 0      | 0      | 62     | 30     |
| Playoff           | 1.000     | 1       | 1       | 0       | 0       | 20      | 14      | 0            | 0            | 0            | 0            | 0            | 0            | 1      | 1      | 0      | 0      | 20     | 14     |
| Stagione regolare | .000      | 1       | 0       | 0       | 1       | 12      | 41      | 0            | 0            | 0            | 0            | 0            | 0            | 1      | 0      | 0      | 1      | 12     | 41     |
| Totale            | .750      | 3       | 2       | 0       | 1       | 72      | 67      | 1            | 1            | 0            | 0            | 22           | 18           | 4      | 3      | 0      | 1      | 94     | 85     |